# Morral
Morral – wieś w Stanach Zjednoczonych, w stanie Ohio, w hrabstwie Marion.